# Hervé Harant
Hervé Harant, né le 1er septembre 1901 à Paulhan et mort le 16 février 1986 à Nîmes, est un médecin parasitologue et zoologiste français. 
Il a été professeur d'histoire naturelle, de parasitologie et de pathologie exotique à la faculté de médecine de Montpellier jusqu'en 1971 et directeur du Jardin des plantes de Montpellier jusqu'en 1976 ,,.

## Travaux
- Thèse en 1929 à Montpellier sur les hirudiniens (doctorat en médecine, Université de Montpellier)
- Thèse en 1931 à Paris sur les ascidies et leurs parasites (doctorat ès sciences naturelles en Sorbonne)
- Avec Paulette Vernières,  Faune de France, tome 27 (1901-1986) Tuniciers I, 1933
- Avec Paulette Vernières, Faune de France, tome 33 - Tuniciers II : Appendiculaires et Thaliacés, 1938, 60 p.
- Avec Paulette Vernières, Tuniciers pélagiques provenant des croisières du prince Albert Ier de Monaco, Monaco : Impr. de Monaco, 1934.
- Avec Daniel Jarry, Guide du naturaliste dans le midi de la France, Neuchâtel, Delachaux & Niestlé 1961-1963 : tome 1 : La mer -Le littoral, tome 2 : La garrigue, le maquis, les cultures.